# Aldfrith
Aldfrith, (muerto el 14 de diciembre de 704 o 705) a veces llamado Aldfrid, Aldfridus (Latín), o Flann Fína mac Ossu (Irlandés clásico) fue rey de Northumbria desde 685 hasta su muerte. Es descrito por autores como Beda, Alcuino y Esteban de Ripon como un hombre de gran sabiduría, perviviendo algunos de sus trabajos, así como cartas escritas a él. Su reinado fue relativamente pacífico, empañado solo por las disputas con el obispo Wilfrid, figura importante en la iglesia de Northumbria.

Aldfrith fue hijo de Oswiu de Northumbria y una princesa irlandesa llamada Fín. La fecha de su nacimiento es desconocida. Oswiu murió en 670 y le sucedió su hijo Ecgfrith. Como hijo menor, Aldfrith fue educado para seguir la carrera eclesiástica. Sin embargo, cuando Ecgfrith murió en la batalla de Nechtansmere en el 685, Aldfrith fue reclamado de nuevo en Northumbria, y proclamado rey.

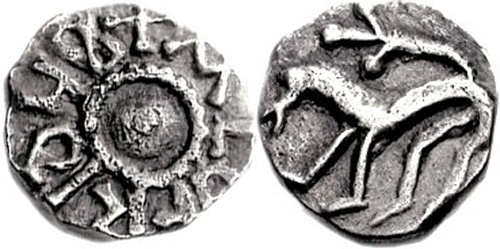
Sceat de Aldfrith de Northumbria.

Beda señala que en su reinado él "restauró hábilmente la destrozada fortuna del reino, aunque de forma menor las fronteras". En su reinado se crearon obras del arte hiberno-sajón como los Evangelios de Lindisfarne y el Codex Amiatinus, y se suele ver como el comienzo de la edad de oro de Northumbria.

## Antecedentes y ascensión
En el año 600, la mayor parte de lo que ahora se conoce como Inglaterra había sido conquistada por invasores del continente: incluyendo anglos, sajones, y jutos. Bernicia y Deira, los dos reinos anglosajones en el norte de Inglaterra, se unieron primero sobre el 605 cuando Etelfrido, rey de Bernicia, extendió su poder sobre Deira. Durante el siglo VII los dos reinos tuvieron a veces un único rey y a veces estuvieron separados. El reino combinado pasó a conocerse como el reino de Northumbria: extendiéndose desde el río Humber por el sur hasta el río Forth por el norte.

Pueblos de la Irlanda de Aldfrith.

En el 616, Edwin, originario de Deira, sucedió a Etelfrido.  Edwin desterró a los hijos de Etefrido: Oswald y Oswiu de Northumbria.  Los dos pasaron su exilio en Dalriada, reino que abarcaba partes del noreste de Irlanda y suroeste de Escocia. Oswiu era un niño cuando llegó a Dalriada, y creció en el medio  irlandés. Aprendió a hablar de forma fluida el irlandés antiguo y podría haberse casado con una princesa de la dinastía Uí Néill, probablemente la hija o la nieta de Colmán Rímid. Aldfrith nació de esta unión, pero la fecha de su nacimiento es desconocida. Probablemente fue primo o sobrino del destacado estudioso Cenn Fáelad mac Aillila, y quizás sobrino del obispo Finan de Lindisfarne. La relación entre sus padres no fue considerada legal por la iglesia de Northumbria, por ello se le describe como el hijo de una concubina en las fuentes de la época. Algunas fuentes posteriores llegan incluso a dudar de su paternidad, pero para las contemporáneas bien informadas no hay duda de que es el hijo de Oswiu.
Los dos hermanos retornaron a Northumbria tras la muerte de Edwin en 633, y entre los dos reinaron durante más de la mitad del siglo VII. El monje y cronista del siglo VIII Beda les atribuye haber mantenido un imperio o señorío sobre los demás reinos anglosajones. En el caso de Oswiu, su dominio se extendió más allá hacia los Pictos, los Escotos de Dalriada y otros reinos de nativos más desconocidos que ocupaban lo que es ahora el noreste de Inglaterra y el sureste de Escocia. La supremacía de Oswiu terminó en 658 con el ascenso de Wulfhere de Mercia, pero su reinado continuó hasta su muerte en 670 cuando Egfrido, uno de los hijos que tuvo con su segunda mujer, Eanfleda de Deira, lo sucedió en el trono. Egfrido no fue capaz de recuperar la posición de Oswiu en Mercia y los reinos del sur, siendo derrotado por el hermano de Wulfhere Etelredo en una batalla en el río Trent en 679.
Ecgfrith envió una armada a las órdenes de su general Bert a Irlanda en 684 donde asoló Brega, destruyendo iglesias y tomando prisioneros. Se cree que la incursión pretendía evitar el apoyo ante una posible reclamación al trono que pudiese hacer Aldfrith, aunque es posible que subyaciesen otros motivos.
Ninguno de los dos matrimonios de Egfrido — el primero con la santa virgen Eteldreda de Ely, el segundo con Eormenburh — concibieron hijos. Por lo tanto la sucesión en Northumbria no estuvo clara durante algunos años tras la muerte de Egfrido.
Egfrido murió durante una campaña contra su primo, el rey de los Pictos Bridei map Beli, en una batalla conocida como Nechtansmere para los northumbrianos, aunque se luchó cerca de Forfar, en el territorio de los pictos al norte del Fiordo de Forth. Beda relata que la reina Eormenburh y Cuthbert visitaron Carlisle ese día, y que Cuthbert tuvo una premonición de la derrota. La muerte de Ecgfrith amenazaba con romper la unión de la herencia de Etelfrido en Northumbria, pero Aldfrith se convirtió en rey en los tronos de Bernicia y Deira, manteniéndolos unidos.
Aunque deben haber existido rivales que reclamaron el trono, no hay constancia de resistencia a la ascensión de Aldfrith. También se ha sugerido que el ascenso de Aldfrith se logró gracias al apoyo de Dalriada, los Uí Néill y los pictos, los cuales habrían preferido un rey con la madurez y sabiduría de Aldfrith antes que un monarca más guerrero, como habían sido Oswiu o Ecgfrith. El historiador Herman Moisl, por ejemplo, escribió que "Aldfrith estaba en Iona un año antes de la batalla de Nechtansmere; inmediatamente después, él fue rey de Northumbria. Es bastante obvio que el debe haber sido instalado en el trono por una alianza entre pictos y dalrianos". En su reinado no se conocen más batallas.

## La Northumbria de Aldfrith
Bede, parafraseando a Virgilio, escribió lo siguiente de la muerte de Egfrido, "las esperanzas y fortalezas del reino inglés comenzaron a 'flaquear y resbalar hacia lugares cada vez más bajos'. Northumbria nunca recuperó el dominio del centro de la isla perdido en 679, o del norte perdido en 685. Sin embargo, Northumbria siguió siendo uno de los estados más poderosos de Bretaña e Irlanda hasta bien entrada la época vikinga.
Aldfrith tuvo Bernicia y Deira bajo su reino, pero las dos partes permanecieron diferenciadas, y serían divididas otra vez por los vikingos a finales del siglo IX. El centro de Bernicia se situaba en la región que rodea la posterior frontera anglo-escocesa, con Lindisfarne, Hexham, Bamburgh, como Yeavering como importantes centros religiosos y reales. Incluso tras la muerte de Egfrido, Bernicia incluía mucho del actual sudeste de Escocia, con un presumible centro real en Dunbar, y centros religiosos en  Coldingham y Melrose. Los detalles de los comienzos de la Baja Edad Media en el noroeste de Inglaterra y el suroeste de Escocia son más oscuros, pero un obispado Whithorn es conocido desde poco después del reinado de Aldfrith. York, Catterick, Ripon, y Whitby aparentan haber sido lugares importantes en Deira.
La frontera del sur con Mercia atravesaba Inglaterra, desde el Humber al este, siguiendo el río Ouse y el río Don, hasta el Mersey al oeste. Las evidencias arqueológicas parecen mostrar que esa fue una frontera bien defendida.

## Relaciones con la Iglesia
Junto con el rey, la familia real y la nobleza, la Iglesia tenía una fuerza importante en Northumbria. Los clérigos no solo eran figuras con autoridad espiritual, sino que eran importantes señores de tierras, que también controlaban el comercio, centrado en las principales iglesias y monasterios en una tierra sin ciudades. El obispado del  Lindisfarne fue ostentado por Cuthbert en la ascensión de Aldfrith. A Cuthbert lo sucedió Eadberht, quien más tarde sería abad de Iona y llevaría la controversia de la Pascua a su fin y posteriormente Eadfrith, creador de los Evangelios de Lindisfarne. Los obispos de Lidisfarne a veces ostentaron también el obispado de  Hexham, pero durante el reinado de Aldfrith los ostentaba John de Beverley, un pupilo y protegido de Teodoro de Tarsus, Arzobispo de Canterbury. El obispado de York estaba en manos de Bosa en el 685. Pasó a Wilfrid en el 687 pero le fue revocado en el 691 tras la vuelta de Bosa a York.  
Aldfrith parece haber tenido el apoyo de los líderes eclesiásticos, más notablemente de su medio-hermana Ælfflæd y el altamente respetado obispo Cuthbert. Se sabe que recibió el sacramento de la confirmación de manos de  Aldhelm, más tarde Obispo de Sherborne en el reino de Wessex. Aldhelm también había recibido una educación irlandesa, pero en Bretaña, en Malmesbury. La correspondencia entre los dos sobrevive, y Aldhelm envió a Aldfrith su tratado de numerología del número siete, la Epistola ad Acircium. Aldfrith también poseía el manuscrito de cosmografia, que (según Beda) adquirió del Abad Ceolfrith a cambio de una estatua. Aldfrith era un amigo cercano de Adomnán, Abad de Iona desde el 679, y podría haber estudiado junto a él. En la década del 680 él se reunión dos veces con Adomnán, quien acudió a pedir la libertad de los irlandeses capturados en la expedición de Berht del 684. Estos fueron liberados y Adomnán recompensó a Aldfrith con una copia de su tratado De Locis Sanctis, una descripción de los lugares de peregrinación en Tierra Santa, Alejandría y Constantinopla. Bede informa que Aldfrith hizo circular el trabajo de Adomnán para que fuese leído.
Bede describió a Aldfrith como un erudito, y su interés en aprender lo distingue de los anteriores reyes guerreros anglosajones como Penda. Las fuentes irlandesas lo describen como un sapiens, un término  latino para sabios que se refiere a un erudito no asociado a una iglesia particular. Esto implica un grado de aprendizaje y sabiduría que llevan a historiador Peter Hunter Blair a comparar a Aldfrith con el ideal  platónico del filósofo-rey.
Sin embargo las relaciones de Aldfrith con la Iglesia no fueron siempre suaves. Heredó de Ecgfrith un problema relacionado con Wilfrid, una importante figura eclesiástica de la época. Wilfrid, obispo de York, había sido exiliado por Ecgfrith por su papel persuadiendo a la mujer de Ecgfrith, Æthelthryth, a permanecer santamente célibe. En el 686, a instancias del arzobispo Teodoro, Aldfrith permitió retornar a Wilfrid. Sus relaciones fueron tormentosas. La hostilidad entre los dos fue causada parcialmente por las lealtades de Aldfrith con la Iglesia celta, una consecuencia de su acogida en el exilio. pero una causa más significativa de conflictos fue la oposición de Wilfrid a la división de Teodoro, en el 677, de su enorme diócesis de Northumbria. Cuando Wilfrid volvió del exilio la reconciliación con Aldfrith no incluyó el apoyo de éste a los intento de Wilfrid de recuperar su autoridad episcopal sobre todo el norte. Entre 691 y 692 sus diferencias eran irreconciliables.